# 庆春广场

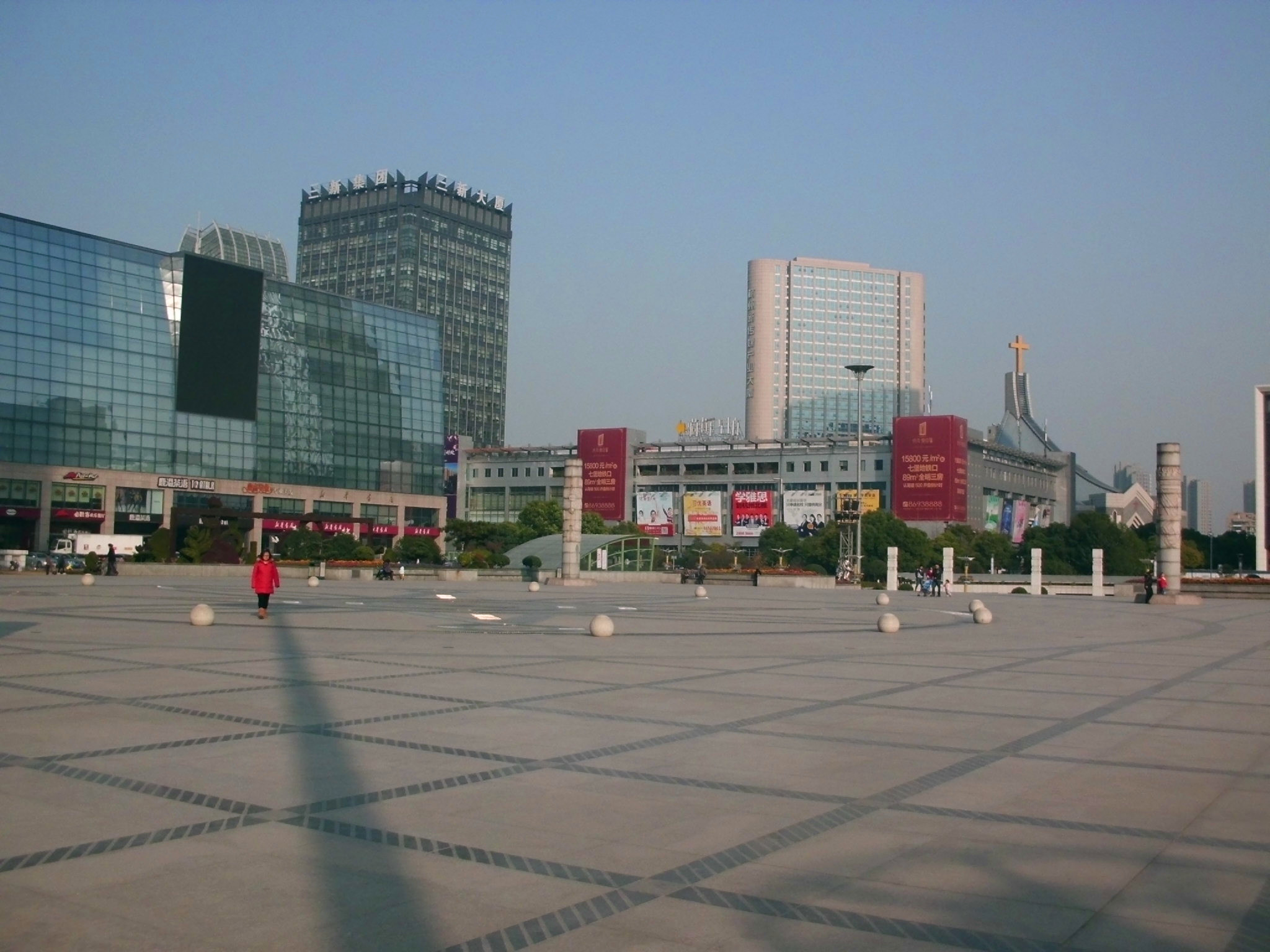

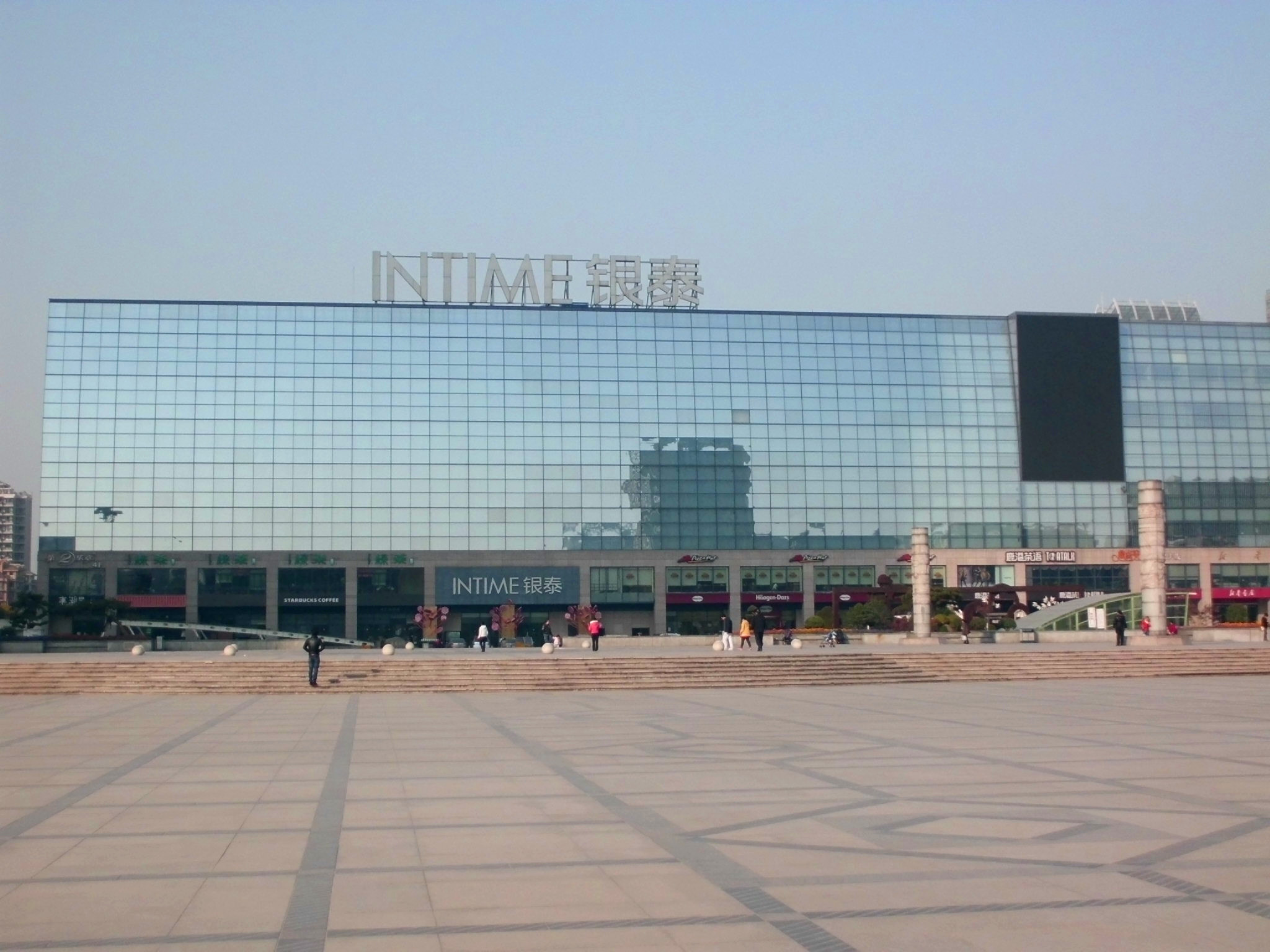

庆春广场是位于杭州市上城区庆春东路北侧的一个广场，它集休闲、购物、文化、娱乐于一体。

## 简介
广场总面积为4.3万平方米，其中绿地面积为1.65万平米，铺装面积13392平米。
广场上的主要建筑是北面的银泰购物中心和东面的乐购超市，新华书店 (庆春广场店)位于银泰1楼，卢米埃影城位于银泰6楼。西子国际位于广场西面。
广场未来准备造地下商城和大型停车场。广场路对面（庆春东路南侧）有邵逸夫医院。

## 交通
该地建有杭州地铁2号线庆春广场站，设4个出入口和1个消防出入口。2017年7月开通。

## 地下开发项目
庆春广场地下开发项目集广场、商业、文化娱乐、商务等功能于一体，面积8.8万平米，计划工期为2015年10月到2018年，总投资10亿元。
地下一层因与地铁站为同一平面，将开发成地下商业街；地下二层与地铁站站台层处同一平面，主要为大型超市和停车场；地下三层是大型停车场，建成后将连接西子国际、庆春银泰的地下停车场，实现资源共享。地下二层、三层共有800个停车位。